# 未来指数
未来指数（みらいしすう、英: futurity index）とは、家畜の形質などを推定する指数である。両親の中間指数（りょうしんのちゅうかんしすう、英: mid-parent index）とも呼ばれる。
未来指数では、家畜の両親の形質（または能力）から次世代のそれを推定するとき、その遺伝的伝達力を父親及び母親（たち）の形質（能力）の和の平均とする。
つまり、以下のように表される。ただしP1=母親（たち）の平均、P2=父親、F=兄弟（姉妹）たちの平均とする。
{\displaystyle {\frac {P_{1}}{2}}+{\frac {P_{2}}{2}}=F}
この指数は子孫の能力検定により雄親の遺伝的能力を推定するためにも利用できる